# Вокруг света за 80 дней (мультфильм)
«Вокруг света за 80 дней» (англ. Around The World In 80 Days) — полнометражное анимационное приключение от режиссёра Сэмюэля Турно и сценариста Джерри Суоллоу. Новое прочтение знаменитого романа Жюля Верна.
Премьера картины состоялась на международном фестивале в Анси 16 июня 2021 года. В российский прокат она вышла 9 сентября.

## Сюжет
Паспарту всегда мечтал о путешествиях… На его удачу, безрассудный Филеас заключил с ним безумное пари — обогнуть земной шар всего за 80 дней. Время пошло! Двум совершенно непохожим друзьям предстоит совершить невозможное, а заодно увидеть весь мир во всей его красе. Вот это будет приключение!

## Производство
О начале производства картины стало известно в октябре 2019 года после анонса компаний StudioCanal и Cottonwood Media. Тогда же было объявлено, что режиссёром проекта выступит Сэмюэль Турно, а сценаристом — номинант на премию Оскар, Джерри Суоллоу. Всеми правами по фильму обладает StudioCanal (в том числе всемирное лицензирование).

## Релиз
Премьера картины состоялась на международном фестивале анимационных фильмов в Анси 16 июня 2021 года. В России фильм выйдет в прокат 9 сентября, во Франции — 4 августа, в Португалии — 2 сентября, в Германии — 7 октября.

## Маркетинг
Локализованный трейлер фильма был опубликован в интернете 30 июня 2021 года.